# Haplochromis labiatus
Haplochromis labiatus е вид лъчеперка от семейство Цихлиди (Cichlidae). Видът е почти застрашен от изчезване.

## Разпространение
Разпространен е в Демократична република Конго и Уганда.